# Nelson Vásquez
Nelson Gastón Vásquez Palma (Valparaíso, 10 de noviembre de 1948) es un exfutbolista chileno que se desempeñaba como volante de creación. Campeón con Palestino de la Copa Chile 1975, defendió a la selección chilena en 12 oportunidades, y convirtió en 2 ocasiones.

## Trayectoria
Comenzó en los clubes Chile Wanderers y Unión Edwards de la Asociación Osmán Pérez Freire de Valparaíso, hasta que en 1963 llegó a las inferiores de Everton, cuadro en donde debutó de forma profesional en 1966. En 1969 fue enviado a préstamo a Naval, donde consiguió alzarse con el Campeonato de Apertura de Segunda División.
Continuó su carrera en Deportes Concepción, Palestino, Coquimbo Unido, Green Cross de Temuco y Deportes Antofagasta, donde se retiró en 1981.

## Selección nacional
Fue seleccionado nacional entre los años 1970 y 1973. Integró el plantel de la selección que viajó a Moscú al partido contra la URSS, y en la preselección para Alemania 1974.

## Clubes
| Club                  | País  | Año       |
| --------------------- | ----- | --------- |
| Everton               | Chile | 1966-1968 |
| Naval                 | Chile | 1969      |
| Everton               | Chile | 1970      |
| Deportes Concepción   | Chile | 1971-1974 |
| Palestino             | Chile | 1975-1976 |
| Coquimbo Unido        | Chile | 1977-1978 |
| Green Cross de Temuco | Chile | 1979-1980 |
| Deportes Antofagasta  | Chile | 1981      |

## Palmarés

### Campeonatos nacionales
| Título                          | Club      | País  | Año  |
| ------------------------------- | --------- | ----- | ---- |
| Apertura de la Segunda División | Naval     | Chile | 1969 |
| Copa Chile                      | Palestino | Chile | 1975 |